# ФК „Места 2005“ (Хаджидимово)
ФК Места 2005 (Хаджидимово) е футболно дружество от град Хаджидимово, Област Благоевград.
Отборът е създаден през 1929 година, а през годините е играл в областната група, преди през юни 2007 година да стане първенец в зоната си и да играе бараж за влизане в Югозападната „В“ АФГ. Там на финала разгромява Чепинец (Велинград) с 4:0 и става член на групата.
Старши треньор на отбора е Атанас Пецев.